# Тереблече
Тереблече (укр. Тереблече) — село в Черновицком районе Черновицкой области Украины. Административный центр Тереблеченской сельской общины.
Население по переписи 2001 года составляло 2883 человека. Почтовый индекс — 60436. Телефонный код — 3734. Код КОАТУУ — 7321085401.

## История
В 1946 г. Указом ПВС УССР село Тереблешти переименовано в Порубное.
В 1995 г. селу возвращено историческое название.
До 2020 года входило в Глыбокский район